# Tsepinite-K
La tsepinite-K è un minerale.